# Carl Peter Holbøll
Carl Peter Holbøll, né en 1795 et mort 1856, est un officier de la marine royale danoise, officier colonial du Groenland et explorateur de la faune groenlandaise. 

## Biographie
Holbøll est inspecteur royal des colonies et de la chasse à la baleine dans le nord du Groenland (1825-1828), puis inspecteur du sud du Groenland (1828-1856). C'est à ce poste  qu'il s'intéresse à l'histoire naturelle. Sa principale contribution est d'envoyer de grandes quantités de collections faunistiques aux zoologistes de Copenhague. Par exemple, le professeur Johannes Theodor Reinhardt décrit la forme nord-américaine du grèbe jougris et l'appele Podiceps holboellii (maintenant Podiceps grisegena holboellii ). Holbøll lui-même écrit également  un traité sur les oiseaux groenlandais,. Dans le document, il décrit le sizerin blanchâtre ( Linota hornemanni, maintenant connu sous le nom de Carduelis hornemanni ), qu'il nomme en hommage au botaniste Jens Wilken Hornemann. Hornemann avait auparavant reçu des collections de plantes de Holbøll et nommé une nouvelle espèce Arabis holboellii (maintenant connue sous le nom de Boechera holboellii ). 
Holbøll est également un botaniste amateur et un entomologiste compétent. Il écrit un livre scolaire pour l'enseignement des mathématiques au Groenland, qui est utilisé pendant environ un siècle. 
Après une visite au Danemark, il retourne au Groenland sur le brick Baldur, qui coule en chemin. Tout à bord est perdu. 

## Hommages dans les noms d'espèces
- Poisson pêcheur des grands fonds de Krøyer Ceratias holboelli ( Krøyer, 1845) ( Ceratiidae )
- Amphipode Phoxocephalus holboelli ( Krøyer, 1842) ( Phoxocephalidae )
- Amphipode Hippomedon holboelli ( Krøyer, 1846) ( Lysianassidae )
- Gastéropode marin Colus holboelli (Møller, 1842) ( Buccinidae )
- Gastéropode marin Dolabrifera holboelli Bergh, 1872 ( Aplysiidae )
- Gastéropode d'eau douce Lymnaea holboelli (Møller, 1842) ( Lymnaeidae )
- Plante à fleurs Boechera holboellii ( Hornem. ) Á. Löve & D.Löve ( Brassicaceae )